# Teatro participativo
El teatro participativo es una forma de teatro en que la audiencia interactúa con el artista o los presentadores. Es usado normalmente con audiencias muy jóvenes, permitiendo a bebés y niños unirse al acto.
A pesar de una larga historia y tradiciones de participación de la audiencia dentro de géneros como el music hall y la pantomima, el teatro participativo es todavía visto a veces como vanguardista. En una típica producción participativa, los artistas pueden socializar con los miembros de la audiencia antes de sentarlos y después sorprenden a estos espectadores invitándolos al escenario. Los miembros de la audiencia pueden recibir un diálogo para leer (como texto escrito, o a través de un auricular en algunos casos). Pueden ser invitados a participar en un juego o en una actividad. Ejercicios de lectura en los salones de clases, normalmente incluyen elementos participativos aunque no son normalmente considerados como teatro.
Algunas compañías que producen trabajo participativo, incluyen a National Theatre Wales y a Spare Tyre Theatre Company.